# محوطه قونی
محوطه قونی مربوط به سدهٔ ۱۲–۱۱ ه.ق است و در شهرستان ارومیه، بخش صومای برادوست، دهستان برادوست، ۳ کیلومتری روستای خلیان واقع شده و این اثر در تاریخ ۲۵ آبان ۱۳۸۷ با شمارهٔ ثبت ۲۳۵۶۳ به‌عنوان یکی از آثار ملی ایران به ثبت رسیده است.